# William Thompson (1792-1854)
Pour les articles homonymes, voir William Thompson et Thompson.
William Thompson (baptisé le 23 janvier 1792 - 10 mars 1854) est un homme d'affaires anglais qui a été lord-maire de Londres et député.

## Biographie
Baptisé le 23 janvier 1792, il est le fils de James Thompson de Grayrigg, Kendal, Westmorland et fait ses études à la Charterhouse School. 
Il s'installe à Londres en tant que marchand de fer et en 1800 est associé principal dans la firme de Thompson, Forman et Homfray de Bankside, qui a des intérêts dans la fabrication de fer. Il devint maître de la Ironmongers Company en 1829 et 1841 et est élu échevin à vie en 1821, shérif de la ville de Londres pour 1822-1823 et lord-maire de Londres pour 1828-1829. 
Il est président de Lloyd's of London (1826-1833), trésorier (1826-1829), vice-président (1829-1843) et président (1843-1854) de l'Honorable Artillery Company et administrateur de la Bank of England de 1827 à sa mort. Il est aussi trésorier du King's College de Londres (de 1828 jusqu'à sa mort), président du Christ's Hospital (de 1829 jusqu'à sa mort), administrateur du Patriotic Fund (de 1833 jusqu'à sa mort) et vice-président (1848-1851) et président (de 1851 jusqu'à sa mort) de la St. Katharine's Dock Company.   
En 1820, il est élu successivement député de Callington et député de Londres (jusqu'en 1832). Il représente ensuite Sunderland (1833-1841) et Westmorland (1841-1854). 
Il est également lieutenant-colonel de la milice de Londres (1835-51) et colonel de 1851 à sa mort. 
Il épouse Amelia, la fille du maître de forges Samuel Homfray de Merthyr Tydfil, Glamorgan et a une fille. Il est décédé le 10 mars 1854. 